# St. Luzia (Löf)
Die Pfarrkirche St. Luzia Löf ist ein römisch-katholisches Kirchengebäude des Bistums Trier in Löf. Sie ist der Lucia von Syrakus geweiht und dient als Pfarrkirche für die dortige römisch-katholische Gemeinde.

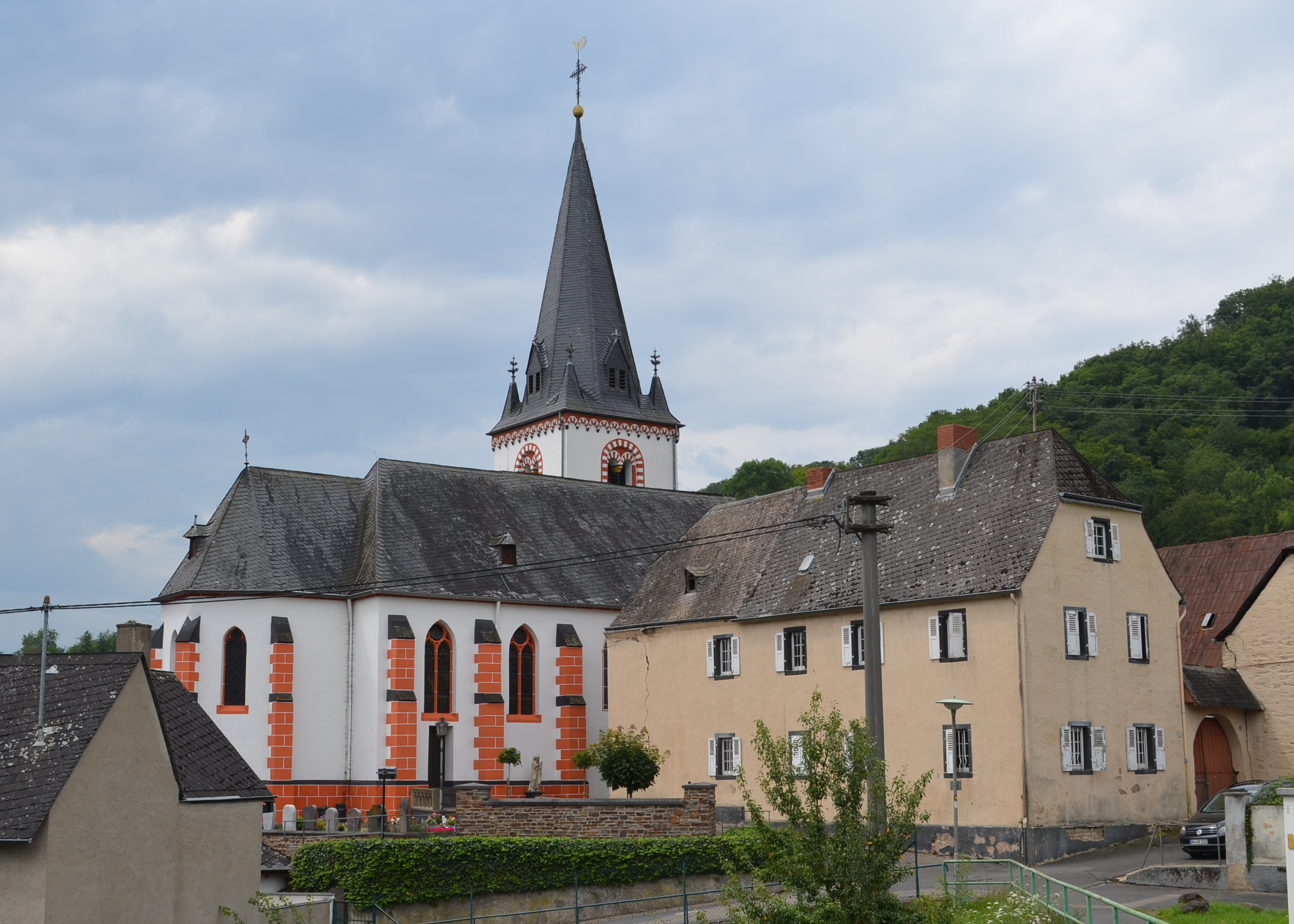
Nordseite mit dem ehem. St. Maximiner Hof

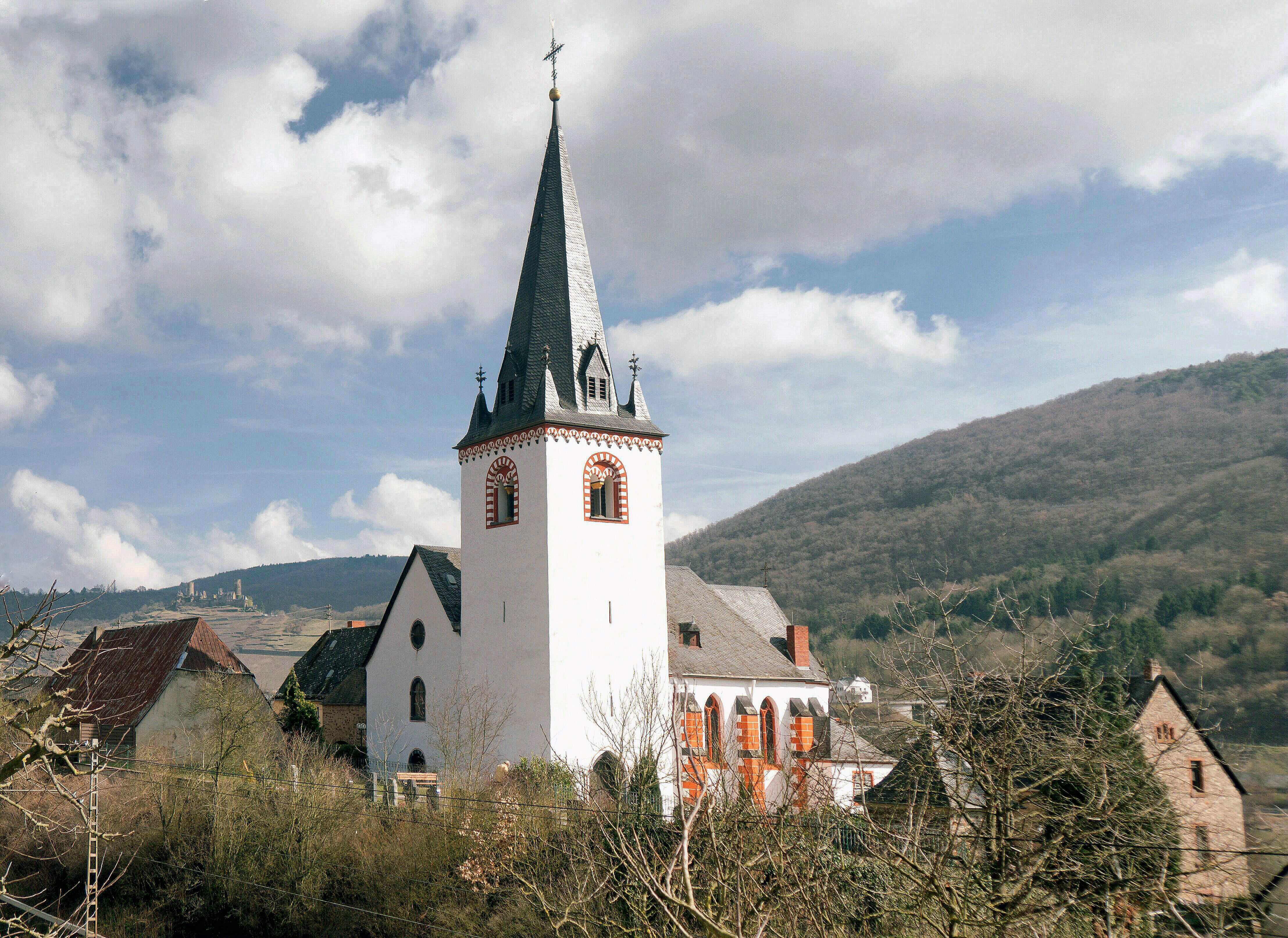
Südwestseite, im Hintergrund Burg Thurant

## Geschichte
Die Ursprünge einer Kirche in Löf stehen im Zusammenhang mit der bis in die Mitte des 7. Jahrhunderts zurückweisenden, urkundlich seit 893 überlieferten Grundherrschaft der Benediktinerabtei St. Maximin bei Trier. Die früheste urkundliche Erwähnung einer Kirche stammt aus dem Jahr 1140. Die unmittelbare Nachbarschaft von Kirchengebäude und dem Maxminischen Hofgut zeugt von dem engen Zusammenhang zwischen Grundherrschaft und der Pfarrei. Kirchengebäude und grundherrschaftliches Hofgut wurden von den Maximiner Mönchen wohl an der Stelle ehemaliger römischer und fränkischer Herrschafts- und Begräbnis-Anlagen errichtet, wie Ausgrabungen aus dem Jahr 1975 zeigten.
Kattenes mit seiner Filialkirche St. Anna gehört seit jeher zur Pfarrei Löf. Bis 1803 bildete Löf zudem für die weiteren umliegenden Orte Mörz, einen Teil von Moselsürsch, die Höfe und Mühlen des heutigen Brodenbach (mit Ehrenburgertal und der Ehrenburg) und bis zum Jahr 1616 auch für Alken samt der Burg Thurant eine Pfarrei.

## Patrozinium, Patronat und Baupflicht

### Patrozinium
Schutzpatronin der Löfer Kirche war ursprünglich die Muttergottes. St. Luzia war zunächst Nebenpatronin, der ein Seitenaltar gewidmet war, seit der Zeit um 1700 wird sie als Hauptpatronin genannt.

### Patronat und Baulast
Das Kirchenpatronat war von der Abtei St. Maximin um 1200 an den Archidiakon von Karden als Lehen ausgegeben, ging ihr aber bald darauf verloren und gelangte in die Hände der Ritter von Arras, die es bereits 1242 dem wenige Jahre zuvor gegründeten Kloster Machern (bei Zeltingen-Rachtig) schenkten. Die Zisterzienserinnen behielten das Patronat und damit das Präsentationsrecht bis zum Umsturz der Verhältnisse durch die Franzosen 1798; damit verbunden war auch das Recht auf den halben Zehnten sowie die Verpflichtung für Bau und Instandhaltung des Chores, der Sakristei und des Pfarrhauses. Die weltlichen Vogtherren (zunächst die Herren von Eltz, seit 1587 die Herren von der Leyen) erhielten die andere Hälfte des Zehnten und hatten die Baupflicht über das Kirchenschiff. Der Unterhalt von Turm, Glocken, Kirchhof, Beinhaus, Fenstern und Zierrat oblag der ganzen Kirchengemeinde.

## Baugeschichte
Aus römischer Zeit stammen eine Badeanlage aus dem 2.–4. Jahrhundert sowie ein später wiederverwendeter Sarkophag. Darüber fanden sich bei Renovierungsarbeiten im Herbst 1975 im westlichen Teil des Kirchenschiffes sieben fränkische Gräber aus dem 7. Jahrhundert.
Der quadratische gotische Kirchturm aus verputztem Bruchsteinmauerwerk mit einigen wenigen schießschartenartigen Schlitzen zeigt im Unterbau noch romanische Formen. Die Glockenstube öffnet sich auf allen Seiten mit einer unter einem Blendbogen zusammengefassten Doppelarkade, deren mittlere Stütze aus zwei hintereinander angeordneten Dreiviertelsäulen ohne Kapitell in den romanischen Kämpfer übergeht. Der reich gegliederte achtseitige Helm ist jünger als der Unterbau und besitzt an den Ecken vier zierliche Nebenhelme. Erwähnt wird ein Turm erstmals in einer Urkunde von 1309. Der 1976 angebrachte weiße Anstrich des Turmes ist eine Rekonstruktion des Befundes auf dem alten Putz.
Das Langhaus wurde 1738 nach Plänen des aus Tirol gebürtigen kurtrierischen Werkmeisters Johann Georg Seitz (1689–1739, Vater von Johannes Seiz) im Auftrag der baupflichtigen Vogtherren, der Grafen von der Leyen, neu erbaut und dabei vergrößert. Der schlichte barocke Saalbau weist seitdem eine flache Holzbohlendecke und Flachbogenfenster auf.
Der gotische flach geschlossene Chor mit hölzernem Kreuzgewölbe wurde durch die Äbtissin von Machern anlässlich des Neubaus des Schiffes im Jahr 1738 wohl auch überholt, jedoch erst 1883/84 wegen Baufälligkeit niedergelegt und es wurde unter dem Trierer Architekten Wirtz im gleichen Stil ein neuer Chor errichtet. Hierbei kam es zu einer neugotischen Erweiterung des Schiffes um 2/5 der Länge, dessen Decke seither stuckverziert ist.

## Innenausstattung
Nach dem Neubau des Chores 1883/84 in neugotischem Stil wurde dem Zeitgeschmack gemäß die Innenausstattung mit Ausnahme der barocken Kanzel nahezu vollständig erneuert, wie berichtet wird: „Von den vorhandenen Geräten konnte kaum noch etwas gebraucht werden. Die Altäre waren morsch und für den gotischen Neubau auch nicht stilecht, die Bänke unansehnlich und äußerst unbequem, kurz mit alten Möbeln mußte fast ganz aufgeräumt werden.“ Ein neuer Hochaltar wurde 1889 konsekriert. Die 14 in Eichenholzrahmen eingefassten Ölgemälde an den Längsseiten des Kirchenschiffes mit den Stationen des Leidensweges Jesu wurden 1892 erworben.

### Altäre
Aus dem 17. Jahrhundert ist überliefert, dass in der Löfer Kirche vier Altäre vorhanden waren: ein Hochaltar zu Ehren Mariens, davor in der Mitte der Kirche ein Kreuzaltar, 1341 gestiftet und mit einer Wochenmesse dotiert, die ein eigner Altarist abhielt, auf der Evangelienseite ein Luzia- und auf der Epistelseite ein Antoniusaltar. Nachdem die hl. Luzia Hauptpatronin wurde, gelangte im Zuge des Kirchenneubaus 1738/1739 ein neuer Hochaltar zu Ehren der hl. Luzia in die Löfer Kirche, der Kreuzaltar wurde Seitenaltar.
Die Ausstattung von 1884 ging weitgehend bei Umgestaltungen in den 1960er-Jahren verloren, ehe die Löfer Kirche in den Jahren 1974 bis 1985 innen und außen vollständig restauriert wurde. Das heutige Retabel in neugotischem Stil wurde 1974 aus der ehemaligen Kapuzinerkirche in Cochem erworben. Hierin fanden die Figuren der Maria und Johannes des Täufers Aufstellung. Die barocke Luzienfigur des Hochaltars von 1744 wurde an der südlichen Stirnwand aufgestellt. Die hölzerne Figur des Erzengels Michael (mit Schwert und Waage) an der nördlichen Seitenwand stammt aus dem 18. Jahrhundert und stand vormals auf der nicht mehr vorhandenen Kanzel. Die Josefsfigur an der südlichen Seitenwand stand zuvor auf einer der beiden vormals noch vorhandenen Beichtstühle.

### Kelche
Zwei spätgotische vergoldete Silberkelche mit Sechspassfuß gehören noch zum Inventar. Die Inschriften hierauf lauten: „peter klotzs dem g. genade jacob racebart 1505“ sowie „JHESUS“ und „MARIA [Ge]BORT“.

### Kreuzmonstranz von 1427

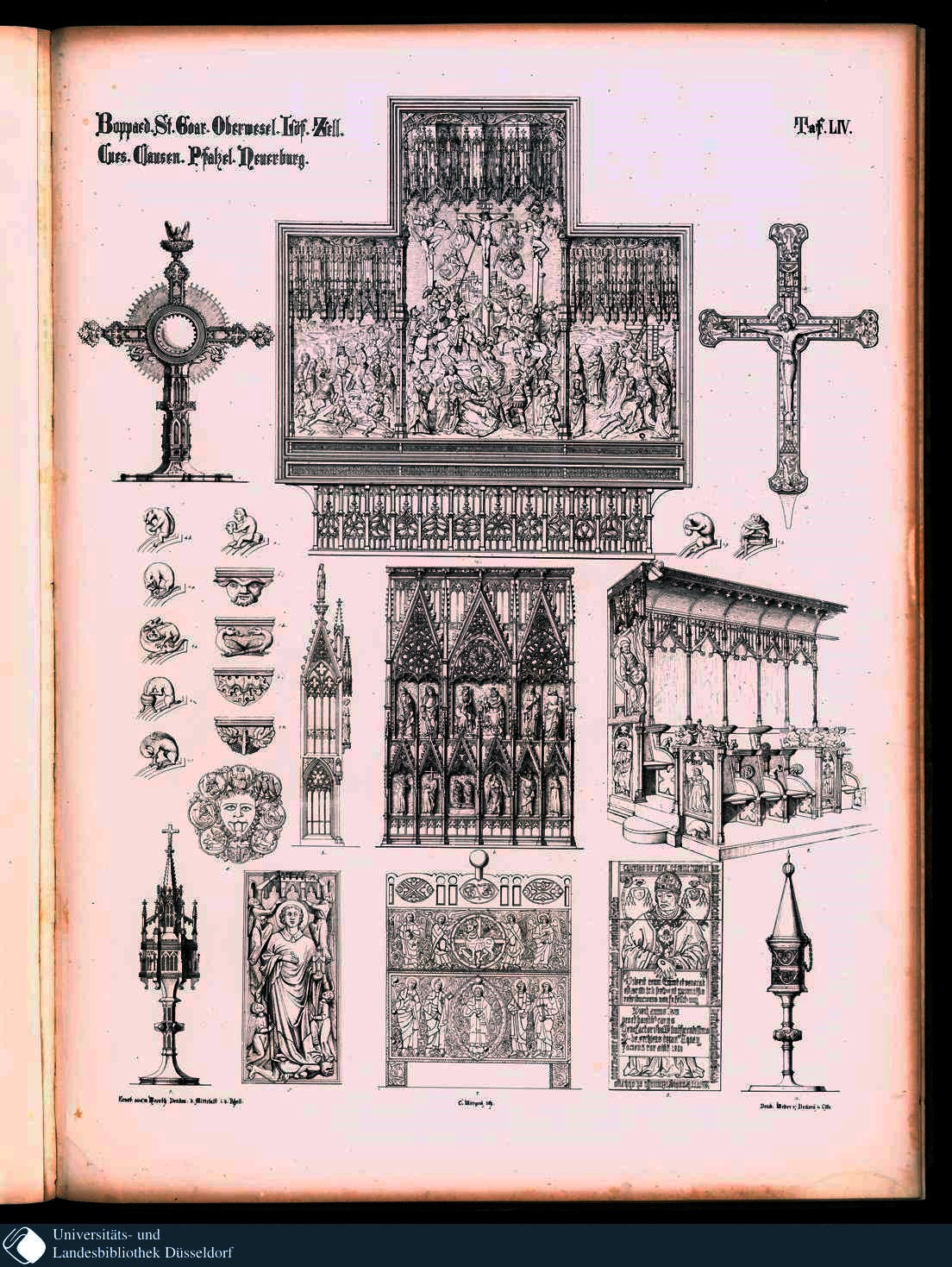
Monstranzbild auf der Tafel links oben. Das Bild zeigt den Zustand Mitte des 19. Jh., vor den Ausstellungen in Köln 1876 und Paris 1878

Kunsthistorisch besonders wertvoll ist die 43,5 cm große spätgotische Kreuzmonstranz aus vergoldetem Silber mit runder Schaukapsel, barockem Strahlenkranz und einer Pelikanfigur. Der ursprüngliche Zustand dieser Kölner Arbeit, die als eine Vereinfachung des bedeutenden Reliquienkreuzes von 1386 aus dem Kölner Augustiner-Eremiten-Kloster erachtet wird, ist aufgrund zahlreicher Restaurierungen im Verlaufe der Jahrhunderte nicht mehr rekonstruierbar. Das Medaillon zur Aufnahme der Hostie bestand ursprünglich aus Bergkristall. Ihre Sehenswürdigkeit und die Seltenheit dieses Monstranz-Types in Form eines Kreuzes ließ die Löfer Monstranz zu einem Ausstellungsstück auf der Kunsthistorischen Ausstellung in Köln 1876, der Pariser Weltausstellung 1878 sowie zuletzt der Trierer Schatzkunst-Ausstellung 1984 werden. Beim Transport nach Paris 1878 wurde sie beschädigt und der Bergkristall ging verloren. Der Strahlenkranz musste daher erneuert werden.
Die Monstranz wurde 1427 durch Else von Oberstein, der Witwe des verstorbenen Junkers Johann Schönenberg des Jüngeren von Ehrenberg, einem Enkel und Erbe des letzten Herren von Ehrenberg auf der Ehrenburg, zusammen mit einer Capa und einem Casel der Löfer Kirche geschenkt. Hierfür werden beide in die Löfer Bruderschaft „Unser lieben Frauen“ aufgenommen und vierteljährliche Seelenmessen für sie und ihre Eltern eingerichtet. Es wird angenommen, dass das Gerät zuvor als Kreuzreliquiar diente und erst zum Zwecke der Stiftung in eine Monstranz umgestaltet wurde. Bei der Stiftung am 26. Juli 1427 heißt es zu der Monstranz: „[…] ein silbernes Kreuz, übergoldet, da man das heilige Sakrament unseres Herrn Leichnam innen soll tragen“.
Die Ehe von Johann von Schönenberg zu Ehrenburg mit Else von Oberstein blieb kinderlos. Johann stattete Else 1421 auf ihre Lebenszeit mit reichlichem Genuss von Gütern aus, nach seinem Tode durfte sie noch ein Jahr lang auf der Ehrenburg wohnen bleiben und bei ihrem Fortzug alle beweglichen Habseligkeiten mitnehmen. Ritter Johann von Schönenberg verstarb 1426. Seine Witwe dürfte also im Zuge ihres Verlassens der Ehrenburg die Monstranz der Löfer Kirche gestiftet haben.
Unter Hinzuziehung der Stiftungsurkunde wurde in der ersten Hälfte des 19. Jahrhunderts bei einer Restaurierung des sechsseitigen Fußes eine Inschrifttafel neu angebracht, sie lautet: „Joannes von Ehrenberg et Elise von Oberstein ecclesiae paroch. in Lewe. sub Martino V. papa. anno 1427 dono dederunt“, „Johannes von Ehrenberg und Elise von Oberstein haben der Pfarrkirche in Löf unter Papst Martin V. im Jahre 1427 dies geschenkt“.

## Orgel
Im Herbst 1864 erhielt die Löfer Kirche auf Betreiben des damaligen Pfarrers Fendel ihre erste Orgel mit sieben Registern aus der Mainzer Werkstatt J.G. Finkenauer. Im Jahr 1924 wurde eine pneumatisch gesteuerte Kegelladenorgel mit 17 Registern auf zwei Manualen und Pedal der Firma H. Voit & Söhne aus Durlach angeschafft.
1978 wurde die Empore erneuert und die heutige mechanische Schleifladenorgel mit 14 Registern auf zwei Manualen und Pedal aus der Werkstatt Oberlinger eingebaut.
| I. Manual C–g3 |           |       |
| 1.             | Principal | 8′    |
| 2.             | Rohrflöte | 8′    |
| 3.             | Oktave    | 4′    |
| 4.             | Schwiegel | 2′    |
| 5.             | Mixtur    | 4fach |
| 6.             | Trompete  | 8′    |

| II. Manual C–g3 |             |       |
| 7.              | Holzgedackt | 8′    |
| 8.              | Blockflöte  | 4′    |
| 9.              | Principal   | 2′    |
| 10.             | Sesquialter | 2fach |
| 11.             | Cymbel      | 2fach |

| Pedal C–c1 |                |     |
| 12.        | Subbaß         | 16′ |
| 13.        | Oktavbaß       | 8′  |
| 14.        | Principalflöte | 4′  |

- Koppeln: II/I, I/P, II/P

## Glocken
Die vier ursprünglichen Glocken stammen aus den Jahren
1. 1463 – Dm. 1,27 m; 1340 kg; Hauptton: f; Inschrift: „maria heyssen ich alle boysse wedder verdriven ich tilman van hachenburgh gausz mich in den iaren so man schreiff m ccc lxiii“; erinnert an das frühere Muttergottes-Patrozinium der Löfer Kirche
2. 1727 – Dm. 1,12 m; 930 kg; Hauptton: fis; Weihe: 29. Oktober 1727; Inschrift: „S. MARIA, S. LUCIA PATRONAE IN LOEF ORATE PRO NOBIS ANNO MDCCXXVII ENGELBERT CREMEL VON MEYEN GOS MICH (1727)“
3. 1744 – Dm. 0,85 m; 375 kg; Ton: a; Weihe: 14. Juli 1744; Inschrift: „MATTIHAEUS MARCUS LUCAS JOHANNES LASST MICH GIESSEN DAS KIRCHSPEL LOEF HERR J. JACOB OSTER PASTOR DURCH JOH. JACOB SPECK VON KIRWEILER GOS MICH ANNO 1744“
4. 1727 – Dm. 0,45 m; 20 kg; Ton: h; Weihe: 11. Februar 1728; Inschrift: „OMNES SANCTI ET SANCTAE DIE INTERCEDITE PRO NOBIS“

Auch die Löfer Glocken wurden im Kriegsjahr 1943 requiriert, überstanden jedoch die Kriegszeit unversehrt und konnten 1948 nach Löf zurückgeführt werden.
Glocke 2 kam 1969 in die Pfarrkirche St. Clemens Mayen, im Gegenzug kam nach Löf eine 800-kg-Glocke aus dem Jahre 1808 aus der Kirche St. Mauritius (Heimersheim) mit der Inschrift: „DEO ET MAVRITIO CONSECRAT PAROCHIA STEINHEUER MAIRE EIN FREIWILLIGER BEITRAG BESTRITTE DIE KOESTEN MEINER UMGIESSUNG IM IAHR 1808 GOSS MICH P. BOITEL & C. RENAUD“.

## Kirchenfenster

### Liste der Fenster
Die Reihenfolge der Fenster im vorderen Kirchenschiff 3–6 und 10 folgt dem „Freudenreichen Rosenkranz“
(Zählung im Uhrzeigersinn, beginnend auf der nördlichen Seitenwand)
1. (romanisch) Hl. Cäcilia, Patronin der Kirchenmusik (1922; Binsfeld & Co Trier). Inschrift: „Lobet den Herrn alle Völker preiset ihn alle Geschlechter“; Stifter: Friedrich Jakob Fendel (†1923, Pfarrer in Löf 1906–23)
2. (romanisch) (-ohne Glasmalerei-)
3. (romanisch) Mariä Verkündigung (1919; Gassen & Blaschke Düsseldorf); Inschrift: „Jesus den du o Jungfrau vom hl. Geist empfangen hast“; Stifter: Heinrich Dany (Kergeshof, †1915)
4. (romanisch) Mariä Heimsuchung (1919; Gassen & Blaschke Düsseldorf); Inschrift: „Jesus den du o Jungfrau zu Elisabeth getragen hast“; Stifter: Heinrich Dany (Kergeshof, †1915)
5. (gotisch) Jesu Geburt (1920; Binsfeld & Co. Trier); Inschrift: „Jesus den du o Jungfrau geboren hast“; Stifter: Wilhelm (†1911) und Katharina Gries (†1922)
6. (gotisch) Jesu Opferung im Tempel (1920; Binsfeld & Co. Trier). Inschrift: „Jesus d du o Jungfr im Tempel aufgeopf hast“; Stifter: Wilhelm (†1911) und Katharina Gries (†1922)
7. (linkes Chorfenster, gotisch) Ornamente (1884; Binsfeld & Jansen Trier)
8. (Chormitte, gotisch) Jesus unter Tabernakelturm (1884; Binsfeld & Jansen Trier); Inschrift: „In piam memoriam in venis Matthiae Gries restauratis hujus templi“ (die drei Chorfenster wurden – wie der gesamte Chor-Neubau – zum größten Teile finanziert aus der zu diesem Zwecke erfolgten Stiftung durch den mit 24 Jahren an der Schwindsucht verstorbenen Waisensohn und Löfer Jüngling Matthias Gries, †1879)
9. (rechtes Chorfenster, gotisch) Ornamente (1884; Binsfeld & Jansen Trier)
10. (gotisch) Auffindung Jesu im Tempel (1920; Binsfeld & Co. Trier); Inschrift: „Jesus d du o Jungfr im Tempel wiedergef hast“; Stifter: Geschwister Balthasar (†1916) und Katharina Dany (†1929)
11. (gotisch) Auferstehung Jesu (1920; Binsfeld & Co. Trier); Inschrift: „Jesus der von den Toten auferstanden ist“; Stifterin: Lucia Dany (†1941)
12. (romanisch) (1919; Gassen & Blaschke Düsseldorf) Verbleiungsmuster, farbige Borde und zwei eingefasste Scheiben in gotischem Stil: 1. Ehrenburg, 2. kniende Rittersfrau in romanischer Kapelle mit Inschrift „Else von Oberstein anno 1427“
13. (romanisch) (1919; Gassen & Blaschke Düsseldorf) Verbleiungsmuster, farbige Borde und zwei eingefasste Scheiben in gotischem Stil: 1. Burg Thurandt, 2. (Mitte 15. Jahrhundert, renoviert 1991 durch Binsfeld & Co. Trier) kniender Ritter in romanischer Kapelle mit Inschrift „Johan Here zu Turunt und zu Erenberg“ (siehe Abschnitt unten)

### Mittelalterliches Glasgemälde: Stifterbild eines Ritters (Mitte 15. Jahrhundert)

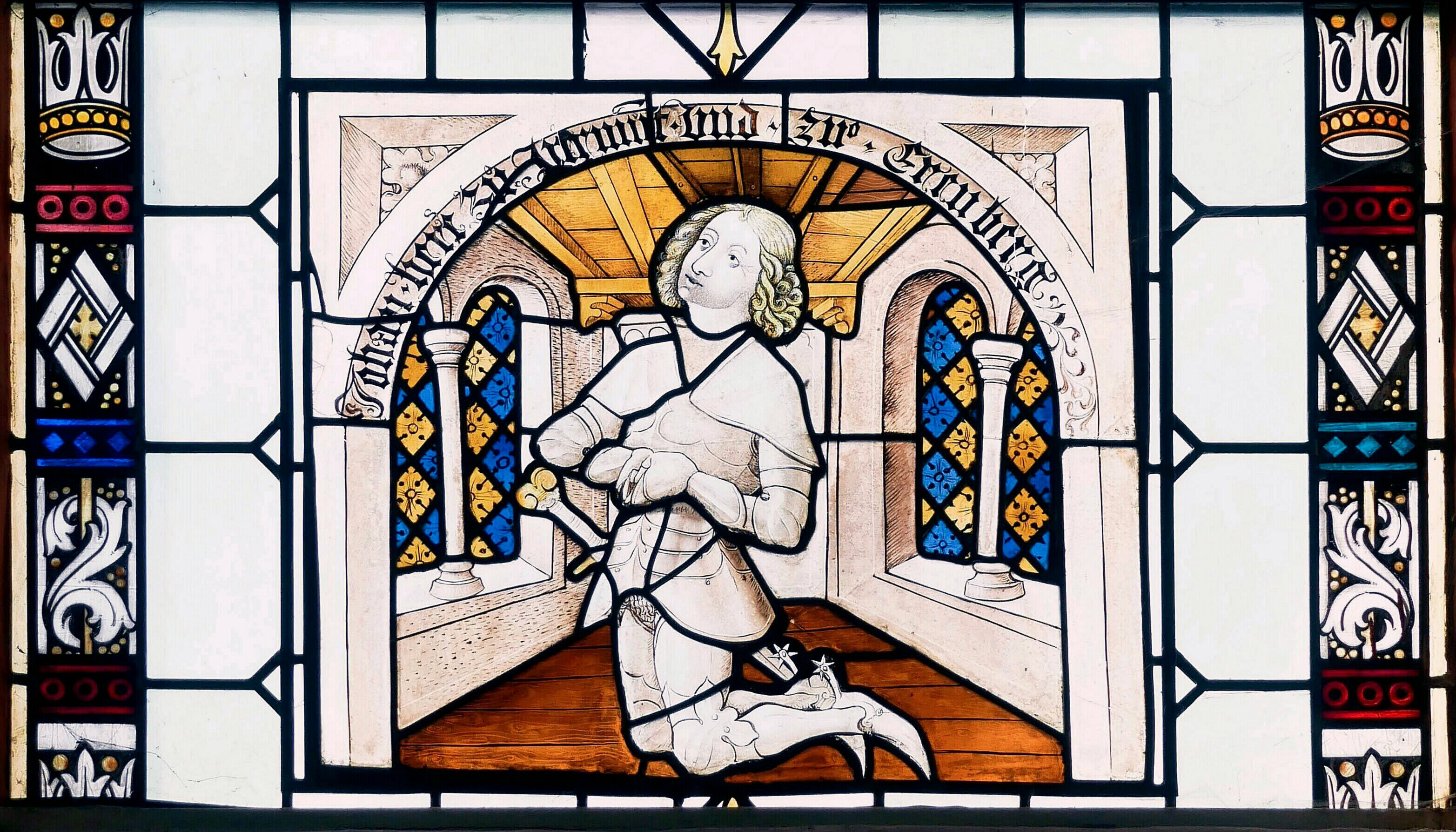
Stifterscheibe des Ritters zu Pyrmont und zu Ehrenburg

Gesamtansicht des Kirchenfensters mit Darstellung des Ritters (15. Jh.) und der Burg Thurandt (Anfang 20. Jh.)

Eingelassen in einem ansonsten schlichten Kirchenfenster an der Südwand des Langschiffes ist ein gotisches Glasgemälde erhalten: eine Stifterscheibe mit Darstellung eines in einer romanischen Kapelle mit gekuppelten Fenstern knienden betenden Ritters in Rüstung und mit Schwert (58,5 × 51,5 cm).
Über Herkunft, Alter und Werdegang der Scheibe schweigen die Quellen. Nach Rauch (1991) weisen die schlanke Figurendarstellung, die geometrischen Muster im Hintergrund, die rahmende Architektur und die großflächige Anwendung von Grisailletönen auf einen mittelrheinisch-kölnischen Glasmaler hin. Es komme sowohl nach diesen stilistischen Merkmalen als auch quellenkundlicher Überlieferung eine Entstehungszeit der Stifterscheibe um die Hälfte des 15. Jahrhunderts in Frage. Von Seltenheit ist die hier vorliegende Einzel-Darstellung eines sich heraldisch nach rechts wendenden Ritters, was die Vermutung zulässt, dass es am ursprünglichen Standort der Scheibe im Fenster ein Gegenüber von höherem Rang gegeben hatte und der Ritter dort auf der linken, heraldisch geringeren Seite platziert war.
Die Inschrift auf dem spätgotischen Kapellenbogen, die jedoch auch eine neuzeitliche Zutat sein könnte, wurde früherhin als „Iohann Here zu Birun und zu Erenberg“ und das Wort „Birun“ als fragmentarische, alte Namensform der etwa 15 Kilometern entfernt gelegenen Burg Pyrmont an der Elz gedeutet, was jedoch in der Folgezeit unbeachtet geblieben ist. Denn im Zuge von Fenstererneuerungen in den 1910er-Jahren wird das vierte Wort vom Löfer Pfarrer als „turunt“ (eine alte Bezeichnung der Burg Thurant über dem Nachbarort Alken) gedeutet. Daher werden zwei neue Kirchenfenster gefertigt, in denen nicht nur die mittelalterliche Ritterscheibe, sondern auch neugefertigte Bildeinlagen mit den beiden früherhin zum Einzugsgebiet der Löfer Pfarrei gehörenden Burgen Ehrenburg und Burg Thurandt eingefügt werden. Damit wurde die Namensdeutung „Thurant“ für die regionalhistorische Literatur manifestiert.

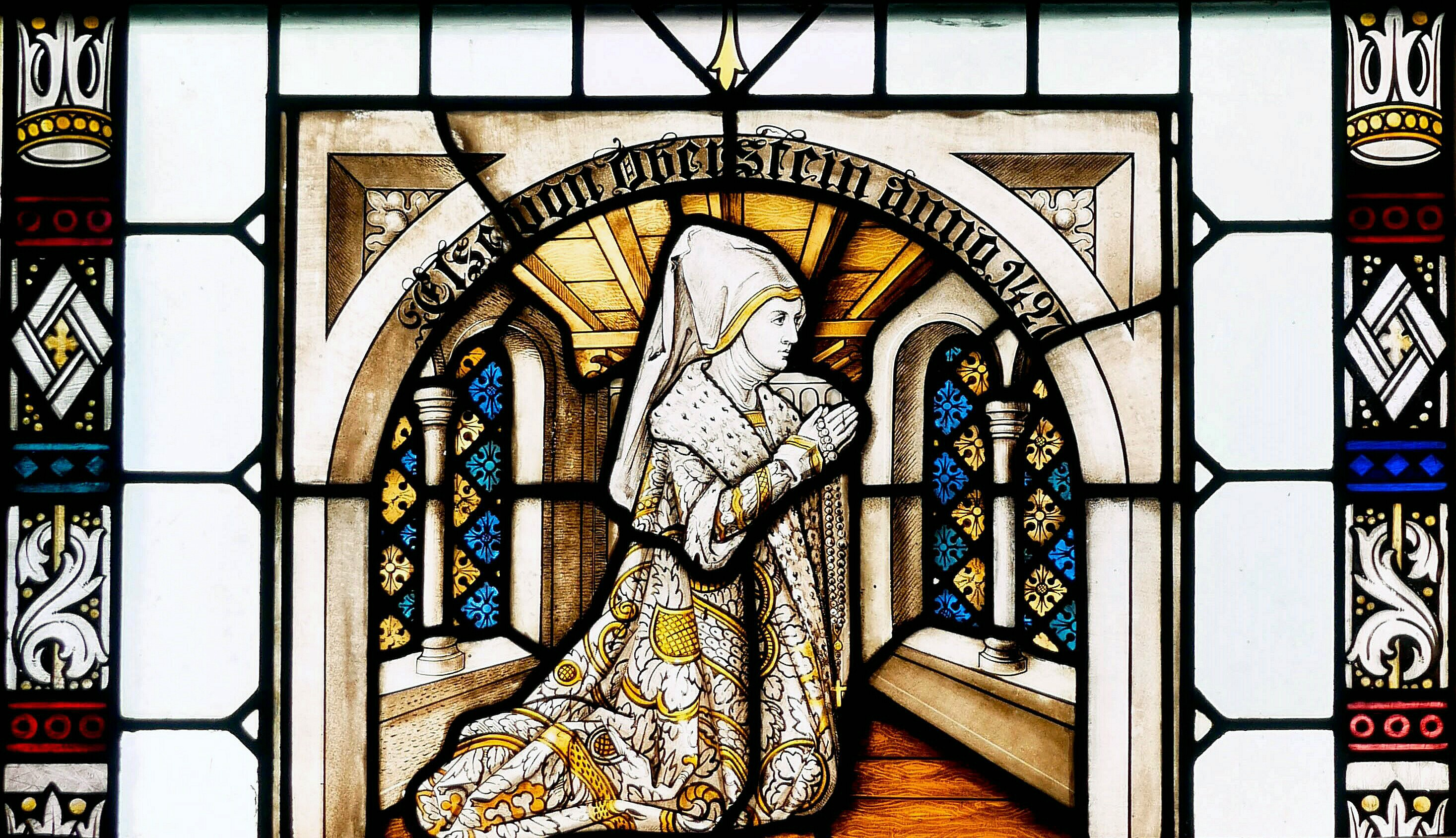
Stifterscheibe der Else von Oberstein

Es gibt keine Anhaltspunkte dafür, dass die Stifterscheibe seit ihrer Anfertigung stets in der Löfer Kirche war oder dass gar ein unmittelbarer Zusammenhang mit der Stiftung der Löfer Monstranz 1427 besteht. Dennoch wurde angenommen, dass es sich bei Glasgemälde und Monstranz um den identischen „Ritter Johann von der Ehrenburg“ handelt. Daher wurde 1919 als unmittelbares spiegelbildliches Gegenstück zum betenden Rittereine eine weitere zusätzliche Bildeinlage anfertigen gelassen: Eine Darstellung der in einer Kapelle betenden Ritters-Frau und der Inschrift „Else von Oberstein anno 1427“.
Der Annahme, dass mit dem abgebildeten Ritter und Fenster-Stifter der 1426 verstorbene Ehemann der Monstranz-Stifterin Else von Oberstein, Johann Schönenberg zu Ehrenberg, gemeint sein soll, stehen einige Gegenargumente gegenüber. Nach der kunsthistorischen Einschätzung von Rauch (1991) würde die Entstehungszeit der Scheibe mehrere Jahrzehnte nach dessen Lebenszeit liegen. Zudem ist er nach der für ihn umfangreichen quellenkundlichen Überlieferung weder mit dem Beinamen „zu Pyrmont“ noch „zu Thurandt“ in Verbindung zu bringen. Stattdessen ist der Blick auf dessen Schwager, den Ritter Cuno von Pyrmont und von Ehrenberg zu richten: Dieser stammte von Burg Pyrmont, war dort als alleiniger Stammhalter Burgherr und konnte zudem durch Heirat mit Margarete von Schönenberg zu Ehrenburg, der Schwester Johanns, einen Lehensanspruch über die Herrschaft Ehrenburg erwerben. Daher nannte er sich bald Herr „von Pyrmont und von Ehrenberg“. Von jenem Cuno ist eine bedeutsame Stifterscheibe aus der Zeit um 1442/44 überliefert, die ursprünglich in der Bopparder Karmeliterkirche angebracht war. Abgebildet sind hierauf auch dessen drei Söhne – darunter der zweitgeborene Johann von Pyrmont und von Ehrenberg. Dieser erhielt 1441 im Zuge der Erbteilung die Oberburg auf der Ehrenburg, wurde ebendort 1450 pfalzgräflicher Amtmann und verstarb kurz nach 1485 mit etwa 70 Jahren ohne männliche Erben.
Stimmt die zeitliche Einordnung in die Mitte des 15. Jahrhunderts und ist auch die Inschrift ebenso alt, so könnte dieser „Johann von Pirmont, Herr zu Ehrenberg“ der im Löfer Fenster abgebildete Ritter und Stifter sein. Dies spräche für eine Deutung der Inschrift für Pyrmont (‚birun[t]‘/‚pirun[t]‘). Doch selbst eine womögliche Identifizierung mit „Thurandt“  (‚turun[t]‘) wäre für diesen Ehrenburger Ritter Johann nicht ganz abwegig. Er hatte insofern auch einen Bezug zur Burg Thurandt als ihm 1443/46 vom Kölner Erzbischof der kurkölnische Anteil am Amt Alken verpfändet wurde, was er auch über seine Tochter an die späteren Lehensträger, die Herren von Braunsberg, weitertrug. Als Herr „zu Thurant“ wird er urkundlich aber dennoch nie genannt.
Die Frage „Turant“ oder „Pirmunt“ ist wohl nicht mehr beantwortbar. So ist auch die wahre Identität des Ritters nicht mehr aufzulösen, zumal Entstehungszeit und Werdegang der Scheibe und auch das Alter und die Authentizität der Namensinschrift unklar sind. Mögliche Kandidaten sind neben dem jedoch bereits 1426 verstorbenen kinderlosen Monstranz-Stifter Johann Schönenberg zu Ehrenburg auch der Sohn von dessen Schwager, der auf Ehrenburg wohnhafte und auch mit dem Amt Alken begünstigte Johann Herr zu Pirmont und zu Ehrenberg (* um 1415, † um 1486).
Der Zahn der Zeit nagte nach mehr als 500 Jahren zunehmend an der Stifterscheibe. Mehrere Scheiben zeigten Sprünge, ein Stück der Ritter-Rüstung fehlte völlig. Lochfraß verursachte teilweise erhebliche Verwitterungen. 1991 wurde die Stifterscheibe von der Firma Binsfeld und Co. Trier daher gereinigt und restauriert. Sie wurden gänzlich neu verbleit, Malereien teilweise wiederhergestellt, Brüche verleimt und ein Stück der Rüstung und Teile der Holzdecke ersetzt. Zudem schützt eine Außenschutzverglasung vor zukünftigen Umwelteinflüssen. Nunmehr erscheint die unbemalte Glasfläche der Kapellenfenster aufgrund der Rohstoffzusammensetzung des mittelalterlichen Glases irisierend glatt und in der Draufsicht (vor allem bei Sonnenschein) blau, gelb und grün schimmernd.